# Nancy Astor
Nancy Witcher Langhorne, vescomtessa Astor (Danville, Virginia, 19 de maig de 1879 - Lincolnshire, Anglaterra, 2 de maig de 1964), va ser una política britànica d'origen estatunidenc. L'1 de desembre de 1919 es va convertir en la primera dona que va ocupar un escó en la Cambra dels Comuns del Parlament Britànic. Va ser diputada per Plymouth Sutton pel Partit Conservador i es va centrar a promoure mesures a favor dels nens i la igualtat entre homes i dones. Va mantenir el seu escó durant vint-i-sis anys, amb set victòries consecutives. Astor no va ser, malgrat això, la primera dona escollida per a la Cambra dels Comuns, ja que un any abans la feminista i sufragista Constance Markiewicz, al desembre de 1918, s'havia presentat pel Sinn Féin a les eleccions i havia resultat escollida, però seguint la política abstencionista del Sinn Féin mai va arribar a ocupar l'escó.
Durant el seu temps al Parlament, Astor va ser una defensora de la temperança, el benestar, les reformes educatives i els drets de les dones. També era una ardent anticatòlica i anticomunista, i va rebre crítiques pel seu antisemitisme i visió simpatitzant del nazisme.

## Biografia
Nancy Astor va néixer com a Nancy Witcher Langhorne a Danville (Virginia), als Estats Units, la vuitena d'onze fills de Chiswell Dabney Langhorne i Nancy Witcher Keene. Els primers negocis del seu pare havien depès en part de mà d'obra esclava, per la qual cosa l'abolició de l'esclavitud, després de la Guerra de Secessió Americana, va causar en la família una crisi financera. Després del seu naixement, el seu pare va començar a recuperar la riquesa familiar amb el negoci del tabac i després del ferrocarril. Quan tenia 13 anys la família Langhorne tornava a ser pròspera i es va traslladar a una gran propietat, coneguda com a “Mirador”, a Albemarle County, Virginia.

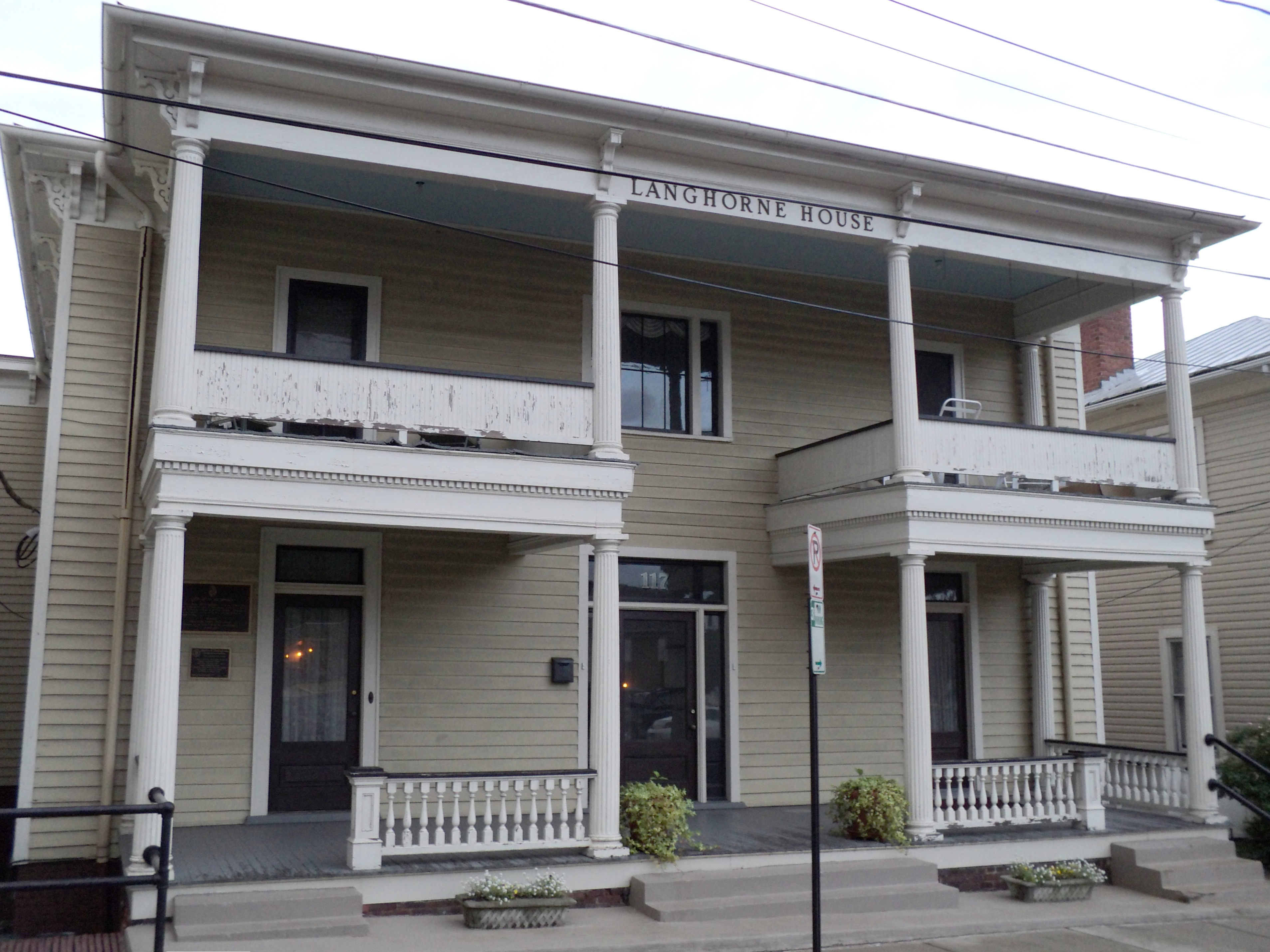
Langhorne House, a Danville, Virginia, on nasqué Nancy Astor, esdevinguda museu.

Nancy Langhorne van anar a una escola a Nova York, on va conèixer i es va casar als 18 anys amb el seu primer marit, Robert Gould Shaw II.
El seu primer matrimoni va durar amb prou feines quatre anys i van tenir un fill, Robert Gould Shaw III. Es van divorciar el 1903. La seva mare va morir i ella va tornar al “Mirador” per a intentar encarregar-se de la propietat, però no va tenir èxit. El 1904 va emprendre un creuer per Anglaterra i el seu pare li va suggerir que s'hi traslladés de manera permanent. Amb el seu fill i la seva germana Phyllis es van traslladar a Anglaterra el 1905.

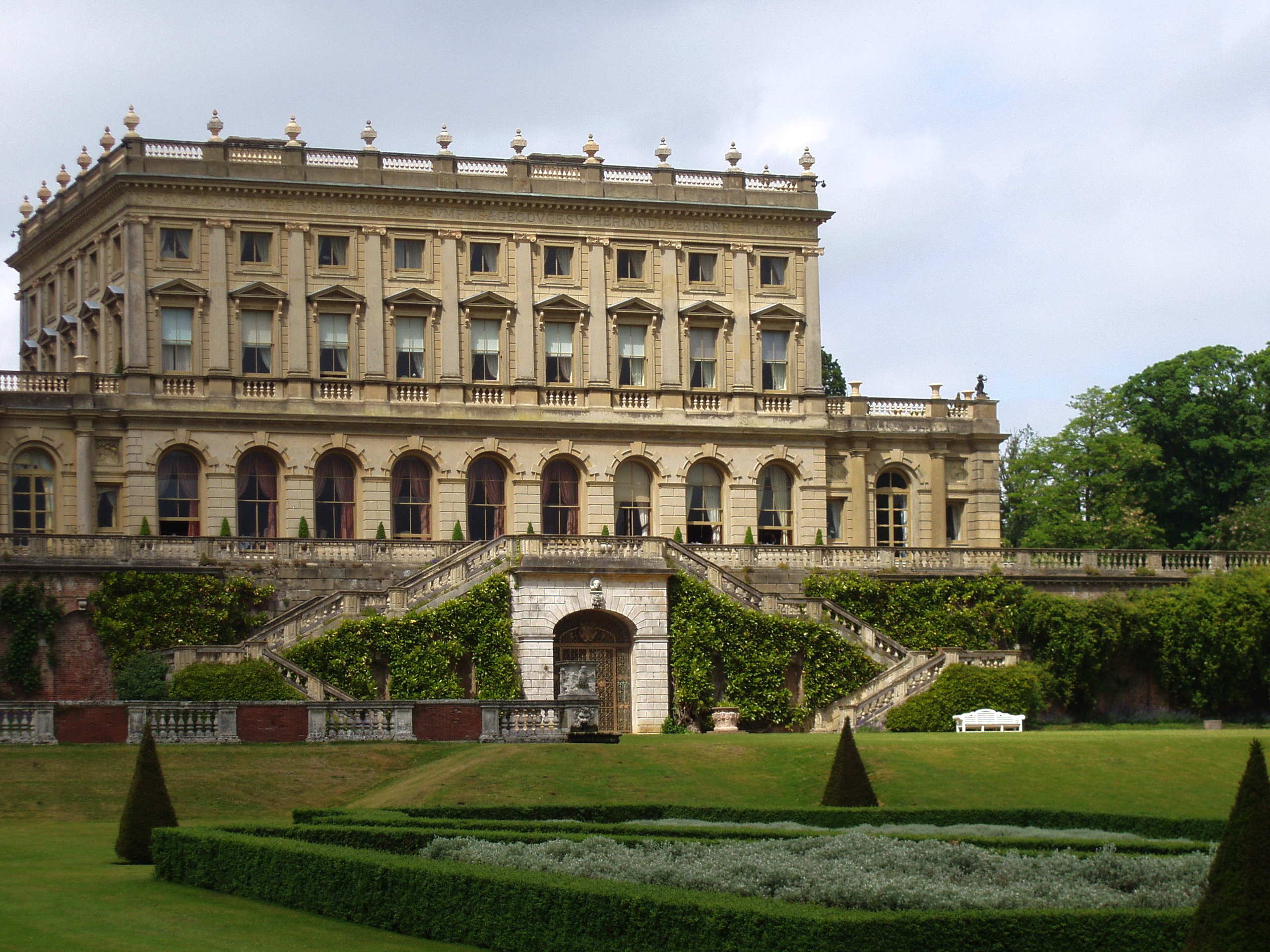
Una foto contemporània de Cliveden, la casa de camp de Nancy Astor, que va ser hospital durant les dues Guerres Mundials.

En el seu primer viatge la tendència extravertida de Nancy Astor, el seu sentit de l'humor i la seva conversa atrevida, combinada amb una conducta cortesa i puritana, que respectava les regles de la moral, va resultar una personalitat interessant per als conservadors.
El 1906 es va casar amb qui seria el seu segon marit, Waldorf Astor, també nascut als Estats Units, però criat des dels 12 anys a Anglaterra i educat com un aristòcrata anglès.

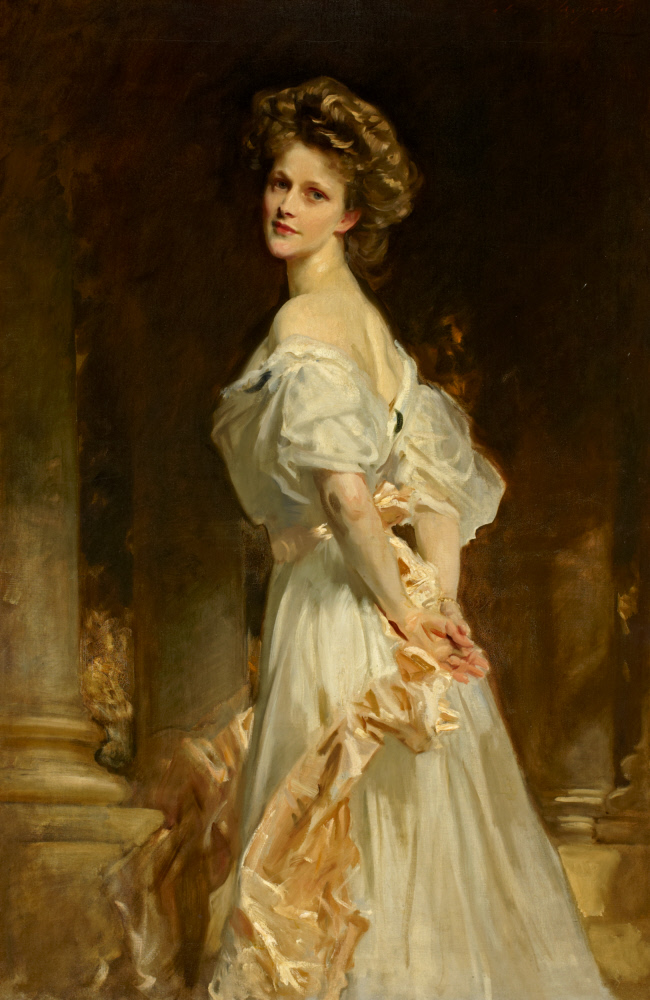
Nancy Viscountess Astor, de John Singer Sargent

Un cop casada, Nancy Astor es va traslladar a Cliveden, una luxosa propietat en Buckinghamshire, al costat del riu Tàmesi, i va començar a exercir com a destacada amfitriona de l'elit social anglesa. Els Astor també posseïen una gran mansió a Londres, al núm. 4 de St. James Square, on actualment es troba el Club Naval i Militar. A través de les seves moltes connexions socials, Lady Astor va començar a participar en el cercle polític informal anomenat Milner's Kindergarten. Considerat liberal en la seva època, el grup defensava la unitat i igualtat entre els anglòfons i la defensa de l'imperialisme britànic.

### Cristianisme científic
El significat polític de Milner's Kindergarten va ser limitat, però va ser molt important a nivell personal per a Lady Astor. A través del grup va conèixer al seu amic Philip Kerr, el Marquès de Lothian, una de les relacions més importants de la seva vida. Tots dos es van conèixer poc després que Kerr hagués sofert una crisi espiritual respecte al seu catolicisme i tots dos es trobaven buscant estabilitat espiritual; en la seva cerca van trobar el cristianisme científic, al qual es van convertir. Les creences d'Astor i les seves activitats com a cristiana científica van esdevenir un dels elements més consistents de la seva vida.
La conversió d'Astor va ser gradual i influïda per diversos factors. La seva germana Phyllis (que mai es va convertir al cristianisme científic) li havia donat el llibre Ciència i Salut, de Mary Baker Eddy; la idea que la malaltia era un estat mental li resultava creïble i va abraçar el sistema de creences del cristianisme científic. Al mateix temps, el seu anterior amic i mentor espiritual, l'arxidiaca Frederick Neve, va desaprovar la seva conversió i la seva relació es va refredar.
La conversió de Philip Kerr es va produir després que hagués experimentat amb religions orientals, però posteriorment es va convertir en el conseller espiritual d'Astor. Amb el temps, el seu amarg rebuig del catolicisme també va influir en Lady Astor, intensificant les seves opinions en aquesta direcció. També va afectar la seva amistat amb Hillaire Belloc, que era catòlic, a causa del rebuig de Belloc a la riquesa i a l'esforç d'Astor per tractar de convertir les seves filles al cristianisme científic. La ruptura d'aquesta amistat la va allunyar encara més del catolicisme. La devoció de Lady Astor al cristianisme científic era més intensa que ortodoxa, i a vegades va rebutjar alguns companys per estar en desacord amb ella. Estava profundament dedicada a la seva pròpia interpretació de la fe i la defensava gairebé amb fanatisme. Moltes cartes d'aquesta època esmenten les seves opinions sobre el cristianisme científic i també hi ha cartes en les quals altres persones fan broma amb els seus esforços per convertir-los a les seves creences.
Durant la Primera Guerra Mundial, la mansió de Cliveden va ser convertida en un hospital per a soldats canadencs. Encara que Astor, com a cristiana científica, no creia en l'ús de la pràctica mèdica, va tenir bona relació amb els metges militars, especialment amb un cirurgià anomenat Coronel Mewburn. Ella justificava la seva posició ajudant als que necessitaven ajuda no mèdica. Els seus esforços van construir la imatge pública de Lady Astor com a amiga dels soldats, i li va resultar útil quan es va presentar a les eleccions. D'altra banda els atacs de gas verinós i la mort d'alguns dels seus amics la van fer posicionar en contra de la guerra.

### Primera campanya al Parlament
Nancy Astor va arribar al Parlament quan el seu segon marit, Waldorf Astor, 2n vescomte Astor, deixà el seu escó per Plymouth a la Cambra dels Comuns per esdevenir membre de la Cambra dels Lords, i ella decidí optar a la vacant.

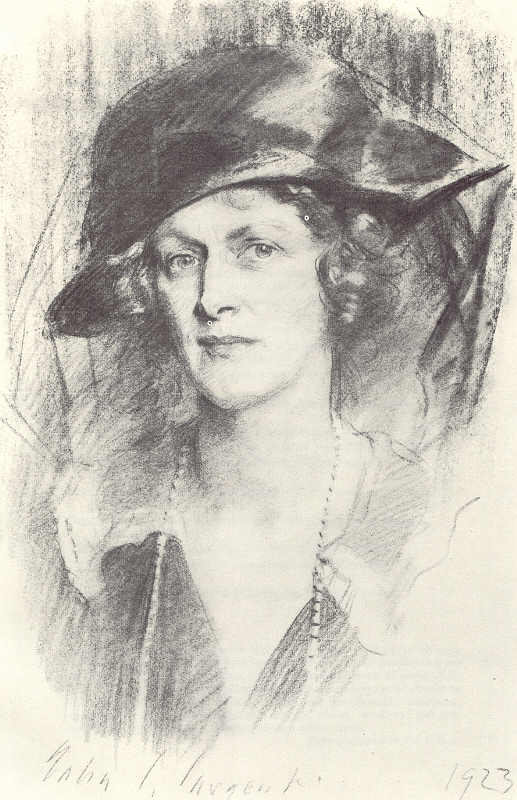
Retrat de Nancy Astor, per John Singer Sargent, 1923

Astor va tenir diversos desavantatges en la seva primera campanya, com ara la seva falta de connexions amb el moviment sufragista britànic. La primera dona escollida en la Cambra dels Comuns, Constance Markiewicz, va acusar Lady Astor pel fet que “pertanyia a les classes altes, desconnectades de la realitat”. Més negativa per a la seva campanya va ser la posició contrària al consum d'alcohol de Lady Astor i la seva ignorància sobre les qüestions polítiques de l'època. Com a elements a favor, Nancy Astor comptava amb el reconeixement a la seva ajuda als soldats canadencs, els suports caritatius durant la guerra, els seus grans recursos financers i la seva capacitat d'improvisació, que li va resultar especialment útil. Va reunir ajuts en el govern, va ser prou pragmàtica com per a moderar les seves idees contra l'alcohol i freqüentar les reunions de dones. Les eleccions es van celebrar el 28 de novembre de 1919 i l'1 de desembre va ocupar el seu escó pel Partit Conservador (els “Tories”) a la Cambra dels Comuns.

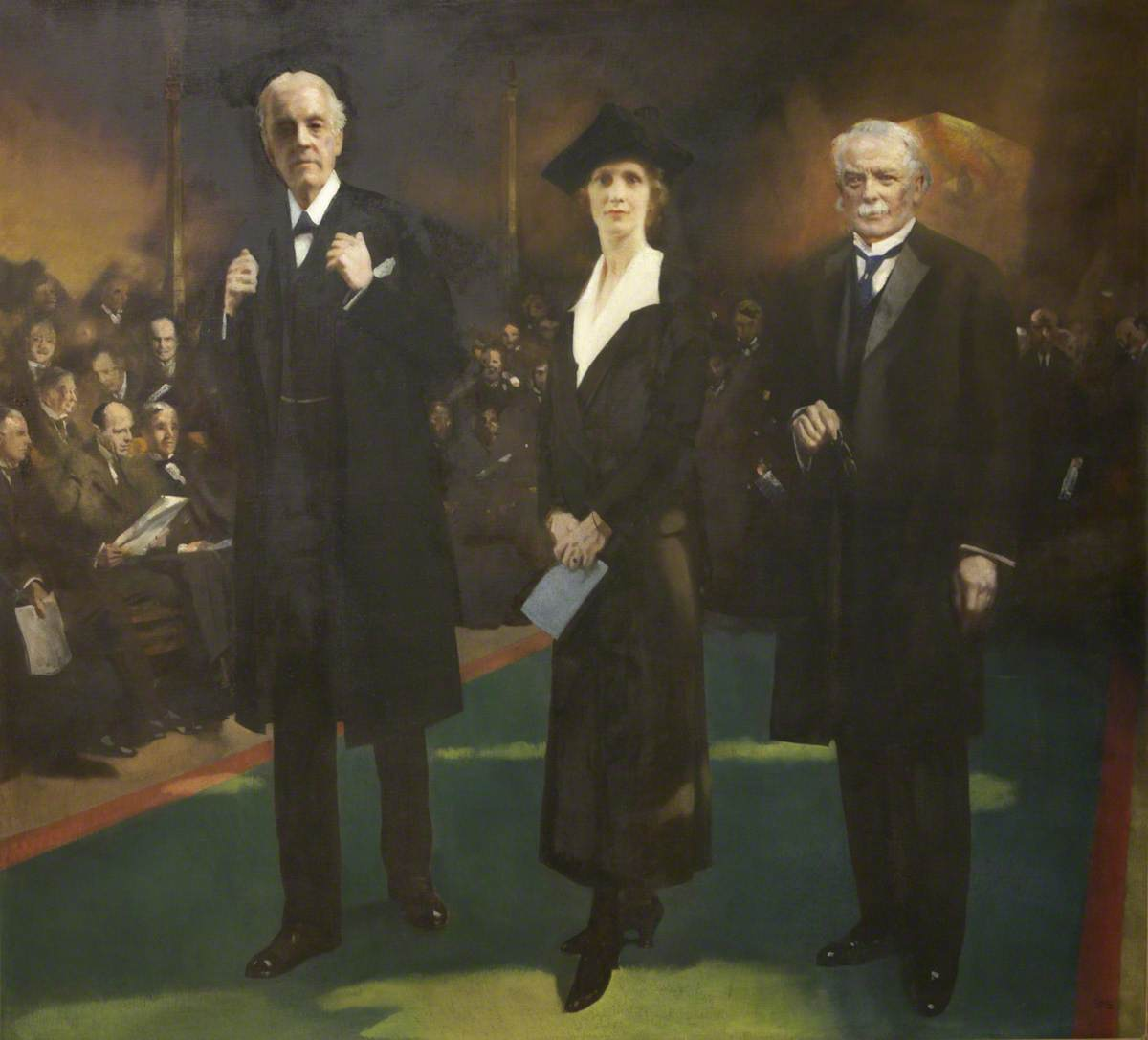
Charles Sims, Introduction of Lady Astor as the First Woman MP, c. 1919

### Primers anys com a diputada
La carrera parlamentària de Lady Astor va ser l'època més pública de la seva vida i la més controvertida. La seva presència va atreure gairebé immediatament l'atenció per ser la primera dona diputada i a més per no seguir les regles convencionals, tot i que va intentar minimitzar l'expectació que causava cuidant la discreció.
En els començaments de la seva carrera a la Cambra dels Comuns es va enfrontar a l'especial hostilitat d'un membre del Parlament anomenat Horatio Bottomley, que competia amb Lady Astor pel paper d'“amic dels soldats”. Bottomley va intentar aprofitar les primeres controvèrsies i debats importants en els quals va participar, principalment l'oposició de Lady Astor a la reforma del divorci i el seu esforç per mantenir les restriccions a l'alcohol durant la guerra i la titllà d'hipòcrita en el seu periòdic, pel fet que la reforma de divorci a què Lady Astor s'oposava impedia a les dones tenir el mateix divorci que ella havia pogut tenir als Estats Units. No obstant això, el diputat Bottomely va acabar a la presó per frau, i Lady Astor se'n va aprofitar en campanyes posteriors.
Entre les primeres amistats polítiques de Lady Astor hi hagué les primeres dones que van arribar al Parlament, incloses diputades d'altres partits. Una d'elles va ser Margaret Wintringham escollida dos anys després que Lady Astor. També va fer amistat amb Ellen Wilkinson, una antiga representant comunista del Partit Laborista. Posteriorment Lady Astor va proposar la creació d'un «Partit de les Dones», una idea que no va ser secundada per les dones del Partit Laborista, en aquells moments en el poder. Lady Astor va acceptar la seva decisió, però amb el temps va anar allunyant-se de les parlamentàries laboristes, convertint-se el 1931 en una adversària hostil, especialment de Susan Lawrence.
Els assoliments de Lady Astor a la Cambra dels Comuns van ser relativament menors. Mai va ocupar una posició amb influència, ni cap càrrec ministerial. Durant aquest període Lady Astor, més enllà del seu paper en el Parlament, va destacar en el seu suport per a la creació de centres de cura infantils. Es va unir a aquesta causa a través de la socialista cristiana Margaret McMillan, pionera en la creació de parvularis. Astor va fer servir els seus béns per secundar-la en els seus projectes socials.
La dècada de 1920 va ser especialment positiva en el Parlament per a Nancy Astor, amb diversos discursos notables i introduint una llei que va ser aprovada. La seva riquesa i personalitat també van atreure l'atenció de les dones que participaven en el govern. D'altra banda va lluitar per atreure més dones al servei civil, a les forces policials, a la reforma educativa i a la Cambra dels Lords. Va continuar sent popular en la seva circumscripció i va ser molt volguda als Estats Units, però aquest període d'èxit va començar a declinar en les dècades següents.
El maig de 1922, Astor va ser convidada d'honor a una conferència panamericana celebrada per la League of Women Voters a Baltimore, Maryland. El 1924 Astor es va convertir en la primera presidenta de l'Electrical Association for Women, una organització feminista i educativa fundada a Gran Bretanya per promoure els beneficis de l'electricitat a la llar.
Va presidir la primera Conferència Internacional de Dones en Ciència, Indústria i Comerç, un esdeveniment de tres dies celebrat a Londres el juliol de 1925, organitzat per Caroline Haslett per a la Societat d'Enginyeria de Dones (Women's Engineering Society) en cooperació amb altres grups de dones líders. Astor va organitzar una gran reunió a casa seva, a St James's, per permetre la creació de xarxes entre els delegats internacionals, i va parlar fermament del seu suport i de la necessitat que les dones treballessin en els camps de la ciència, l'enginyeria i la tecnologia.

## La dècada de 1930

Nancy Astor (1936)

Aquest període va ser una dècada de dificultats personals i professionals per a Lady Astor. El 1928 va aconseguir una victòria molt ajustada en les eleccions de Plymouth sobre el candidat laborista. El 1931 els problemes es van aguditzar quan Bobbie, el fill del seu primer matrimoni, va ser arrestat acusat d'homosexualitat.
En aquests anys de dificultat Lady Astor va mantenir una relació amistosa amb George Bernard Shaw, que la va ajudar amb alguns dels seus problemes, però també en va empitjorar uns altres. Tots dos mantenien idees polítiques oposades i tenien temperaments molt diferents no obstant això a ell li agradava el seu inconformisme i ella admirava la seva faceta d'escriptor. La tendència de Shaw a fer declaracions controvertides la va col·locar en situacions complicades.
Després de l'arrest del seu fill, Shaw la va convidar a acompanyar-lo en el seu viatge a la Unió Soviètica i encara que li va ser positiu també va constituir un cop per a la seva carrera política. Durant el viatge Shaw va fer diverses declaracions elogiant la Rússia de Iósif Stalin, mentre Astor sovint desapareixia de la vista pública perquè no aprovava el comunisme. Va arribar fins i tot a preguntar-li directament a Stalin per què havia matat a tants russos, però moltes de les seves crítiques van ser convertides pels traductors en declaracions inofensives, la qual cosa va portar molts polítics conservadors a témer que s'hagués «suavitzat» davant del comunisme. D'altra banda els elogis de Shaw a la Unió Soviètica feien que el viatge semblés una plataforma per a la propaganda soviètica i la presència de Lady Astor es va tornar incòmoda per als Tories.

## Acusada de simpatitzant del moviment nazi
El declivi de la imatge de Lady Astor es va accelerar amb l'ascens del nazisme. Encara que havia criticat els nazis per devaluar la posició de les dones a Alemanya, també es va mostrar completament contrària a la idea d'una altra guerra mundial. Alguns dels seus amics i associats, especialment el Marquès de Lothian, van participar en la política d'apaivagament cap a Alemanya; aquest grup seria conegut com «Cliveden set». El terme va ser utilitzat per primera vegada a The Week, un periòdic dirigit pel radical Claud Cockburn, però amb el temps els atacs es van fer més elaborats. El «Cliveden set» era considerat com un grup d'apaivagament, una societat que dirigia la nació en secret, o fins i tot com un cap de pont per al nazisme a Gran Bretanya. Alguns polítics consideraven Nancy Astor com la dona d'Adolf Hitler a la Gran Bretanya, i alguns van anar tan lluny com per afirmar que tenia poders hipnòtics.

Lady Astor va mantenir una estreta amistat amb Joseph P. Kennedy, Sr., i en la correspondència entre ells es troben molts comentaris antisemites. Edward Renehan afirma:
 Tan anticomunistes com antisemites, Kennedy i Astor consideraven Adolf Hitler una solució benvinguda per a aquests dos «problemes del món»…Kennedy li va contestar que esperava que la «premsa jueva» dels Estats Units es convertiria en un problema, que els «experts jueus de Nova York i Los Angeles» ja estaven fent soroll per a «encendre la metxa del món».
No obstant això, la connexió real de Lady Astor amb polítiques antisemites o pronazis és discutible. A vegades Lady Astor es va reunir amb oficials nazis d'acord amb la política de Neville Chamberlain i efectivament li desagradava i desconfiava del Secretari d'Afers exteriors (i posteriorment Primer Ministre) Anthony Eden.
A Lady Astor no semblava que li importé el fet que moltes de les seves afirmacions públiques li comportessin dificultats. Es va tornar cada vegada més crítica en els seus sentiments anticatòlics i anticomunistes. Després de l'Acord de Munic, que va significar la fi de Txecoslovàquia, va dir que els refugiats txecs que fugien de l'opressió nazi eren comunistes, i que haurien de buscar asil entre els soviètics i no entre els britànics. Fins i tot els qui donaven suport a l'apaivagament d'Alemanya consideraven que aquestes declaracions estaven fora de lloc, però el Marquès de Lothian la va animar en la seva actitud. El Marquès va atacar el Papa per no donar suport a l'annexió d'Àustria per part d'Alemanya el 1938 i les seves paraules van influir en Lady Astor en molts sentits.

## Segona Guerra Mundial
Quan va esclatar la Guerra Mundial, Lady Astor va admetre que havia comès errors, i fins i tot va votar en contra del govern Chamberlain, però va mantenir l'hostilitat cap als seus adversaris. La seva pèrdua de credibilitat va anar creixent. El seu odi cap al comunisme va continuar i va insultar el paper de Iósif Stalin com a aliat durant la guerra.
El període entre 1937 i 1945 va ser especialment traumàtic per a Lady Astor a nivell personal. En el període entre 1937-1938 la seva germana Phillys i el seu únic germà supervivent van morir. El 1940 també va morir el seu gran amic i conseller espiritual Lord Lothian. Encara que la seva influència havia acabat per tenir un efecte negatiu sobre ella, havia estat el seu amic més estret. L'esposa de George Bernard Shaw també va morir dos anys després. Lord Astor va sofrir un atac al cor i es va produir un distanciament amb el seu marit. Va tornar a convertir la seva mansió en un hospital per a soldats canadencs, però va mostrar obertament la seva preferència pels veterans de la Primera Guerra Mundial.

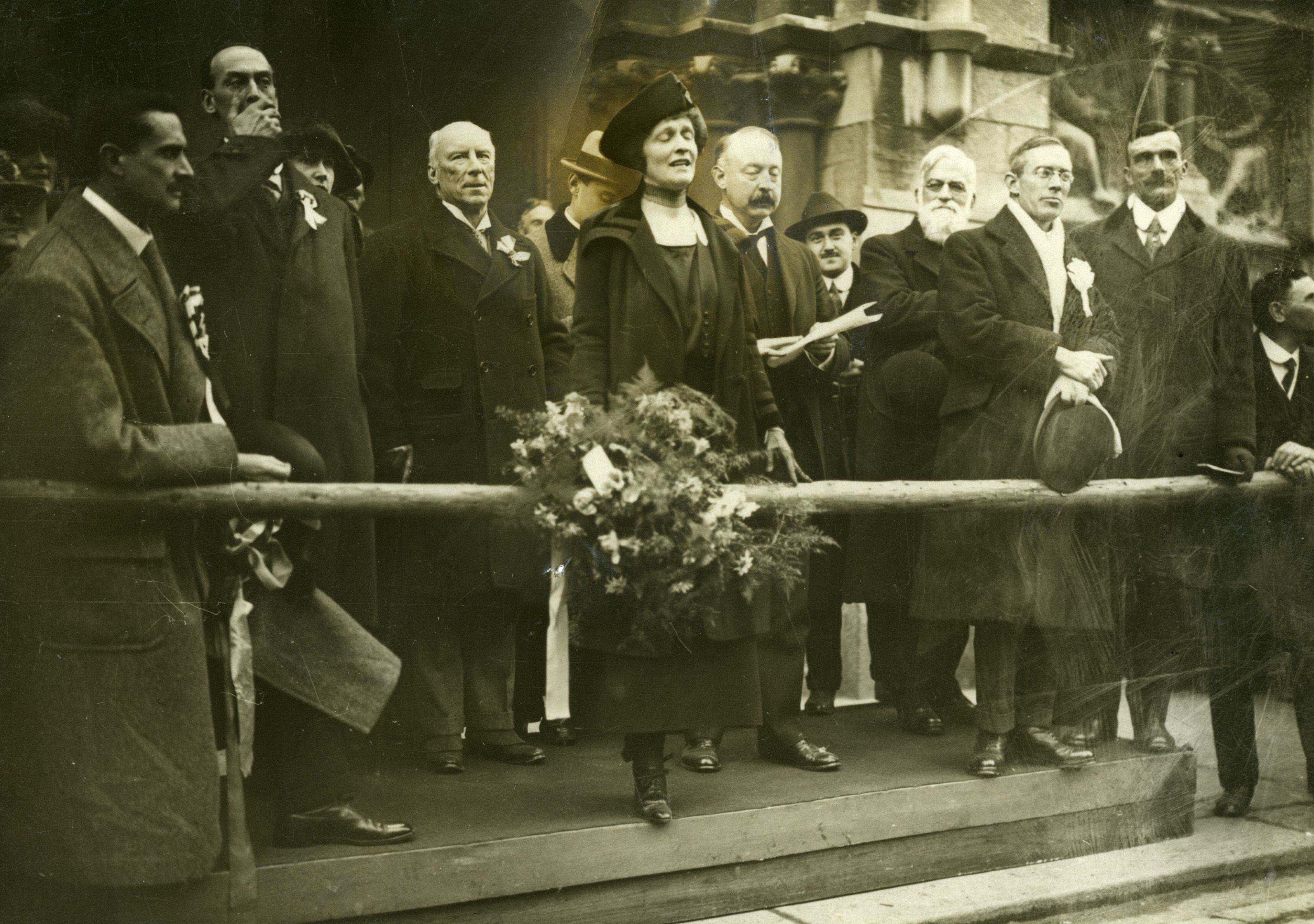
Nancy Astor, la primera dona membre del Parlament anglès.

## Últims anys
Els últims anys de Nancy Astor van ser un període de declivi personal que li costà d'acceptar.
Astor havia servit al Parlament fins al 1945, quan es va convèncer de dimitir, ja que la seva franquesa s'havia convertit en un problema i una irresponsabilitat política en els darrers anys de la Segona Guerra Mundial.
Lord Astor va començar a tenir simpaties esquerranes en els seus últims anys, i això va exacerbar les diferències amb la seva esposa, però la parella es va reconciliar abans de la mort de Lord Astor el setembre de 1952.
La imatge pública de Lady Astor també es va deteriorar durant aquest període. Les seves opinions en qüestions racials estaven cada vegada més allunyades de la realitat cultural, i no va deixar d'expressar la seva creixent paranoia cap a les minories ètniques.
A partir de 1956 Lady Astor es va quedar cada vegada més sola. Totes les seves germanes havien mort, la seva amiga Ellen Wilkinson havia mort el 1947, George Bernard Shaw va morir el 1950. El seu fill Bobbie es va tornar cada vegada més combatiu i a la mort de la seva mare es va suïcidar. El seu fill Jakie es va casar amb una destacada dona catòlica, la qual cosa va danyar la relació amb la seva mare, i els seus altres fills es van distanciar d'ella. Irònicament, aquests successos la van fer més comprensiva i va començar a acceptar catòlics en el seu cercle d'amistats. No obstant això, els seus anys finals van ser solitaris. Lady Astor va morir el 1964 a casa de la seva filla a Grimsthorpe en Lincolnshire. Va ser enterrada a Buckinghamshire, Anglaterra.

## Llegat i reconeixements
La casa on va néixer, a Danville, Virginia, ha estat convertida en museu. I una placa assenyala a Londres on havia estat casa seva.
El 1982, la BBC va emetre una sèrie televisiva de nou capítols sobre la seva vida, Nancy Astor, protagonitzada per Lisa Harrow.
Una estàtua de bronze de Lady Astor es va instal·lar a Plymouth, prop de la seva antiga casa familiar, el 2019 per commemorar el 100è aniversari de la seva elecció al Parlament.

L'antisemitisme d'Astor ha estat àmpliament documentat i ha estat criticat en els darrers anys, especialment a la llum de la inauguració de l'exprimera ministra Theresa May el 2019 d'una estàtua de bronze en honor seu davant d'on havia estat casa seva a Plymouth, dissenyada per l'escultora Hayley Gibbs i finançada col·laborativament, amb l'assistència del primer ministre Boris Johnson. «Fa cent anys, Nancy Astor va canviar la democràcia britànica per sempre i per a millor. A més de ser un monument a una dona valenta, espero que aquesta estàtua inspiri persones de tots els orígens a fer un pas endavant i participar de ple en la vida pública» va assenyalar l'exprimera ministra Theresa maig mentre mostrava l'obra.
I més recentment després que la diputada laborista Rachel Reeves commemorés Astor en una sèrie de tuits. L'aleshores líder del Partit Laborista, Jeremy Corbyn, tot i que s'oposava al seu antisemitisme, va reconèixer que va ser la primera dona diputada que va ocupar el seu lloc al Parlament i va elogiar la instal·lació de l'estàtua.
Durant les protestes de George Floyd el 2020, la paraula "nazi" va ser pintada amb aerosol a la seva base. L'estàtua figurava en una llista publicada en un lloc web anomenat Topple the Racists.